# Верховный суд Квинсленда
Верхо́вный суд Кви́нсленда (англ. Supreme Court of Queensland) — это высший суд в австралийском штате Квинсленд.  
Верховный суд Квинсленда рассматривает гражданские дела, связанные с исками на сумму более 750 000 австралийских долларов; уголовные дела, связанные с серьёзными преступлениями (в том числе убийства). Суд присяжных используется для принятия решения о том, виновен ли подсудимый или нет. Отдел также заслушивает все гражданские дела на сумму более 750 000 австралийских долларов. Присяжные могут быть вовлечены в процесс для разрешения этих споров.
Юрисдикция Верховного суда позволяет ему рассматривать апелляционные дела в окружном суде, отделе судебных разбирательств Верховного суда и ряде других судебных трибуналов в Квинсленде. Решения, принятые Верховным судом, могут быть заслушаны по апелляции в Высоком суде Австралии в Канберре.

## История
Верховный суд Квинсленда был основан 7 августа 1861 года в соответствии с «Законом о поправках к Конституции Верховного суда 1861 года». Два последующих законодательных акта, в том числе «Закон о дополнительном судье 1862 года»и «Закон о Верховном суде 1863 года», также были необходимы для создания операционной системы суда.
До отделения Квинсленда от Нового Южного Уэльса, бывший морской офицер, капитан Джон Клементс Викем, рассматривал дела о мелких преступлениях в округе Моретон-Бэй. Более серьезные дела рассматривались в Верховном суде Нового Южного Уэльса в Сиднее. За два года до отделения от Нового Южного Уэльса, «Закон 1857 года о Верховном суде Моретон-Бэй» установил юрисдикцию Верховного суда Нового Южного Уэльса в округе Моретон-Бэй, а Сэмюэл Милфорд стал исполнять обязанности судьи. Милфорд подал в отставку в феврале 1859 года и был заменен Альфредом Лютвичем.